# Não nhân tạo
Não nhân tạo là bộ não do con người chế tạo giống như một bản sao hoàn chỉnh của não bộ con người hay não bộ sinh vật bậc cao nhằm gia tăng sức mạnh cho các tế bào bộ nhớ nano cũng đồng nghĩa với việc chúng có khả năng xử lí thông tin theo thời gian thực, bắt chước các tế bào não bộ của con người trong các hoạt động tiếp nhận, xử lí và truyền thông tin cho các tế bào nano khác. Não nhân tạo được ứng dụng chính cho mục đích nâng cấp hệ thống công nghệ và cho mục đích sức khỏe của con người.

## Nghiên cứu
Tháng 8 năm 2015, các nhà khoa học Mỹ vừa thành công trong việc nghiên cứu và phát triển một bộ não người nhân tạo. Đây là kết quả quá trình nghiên cứu của một nhóm các nhà khoa học thuộc Đại học bang Ohio. Theo giáo sư Rene Anand, bộ não nhân tạo này được phát triển dựa trên những thành công của việc nghiên cứu tế bào gốc. Bộ não nhân tạo này giống 99% về lượng gen so với một bộ não thông thường. Tuy nhiên, chúng chỉ có kích thước bằng bộ não của một bào thai vài tuần tuổi.
Năm 2017, một bộ não nhân tạo mi-ni đang được các nhà khoa học Anh phát triển trong phòng thí nghiệm có thể sẽ được sử dụng để sửa chữa những vùng não bị tổn thương cho bệnh nhân mắc chứng sa sút trí tuệ Alzheimer.
Các nhà khoa học tại Viện nghiên cứu MicroNano của Đại học RMIT, cơ sở ở Melbourne, Australia đã tạo ra được các tế bào bộ nhớ mới (bạn có thể hiểu nôm na là nơ-ron nhân tạo) với kích thước nhỏ hơn 10.000 lần nếu so với sợi tóc người. Các tế bào này có đầy đủ khả năng ghi nhớ thông tin và xử lý chúng như những nơ-ron thần kinh thực thụ

## Ứng dụng
Não nhân tạo được ứng dụng chính cho mục đích nâng cấp hệ thống công nghệ và cho mục đích sức khỏe của con người. Não nhân tạo sẽ trở thành công cụ để nâng cấp sức mạnh cho các trí tuệ nhân tạo, ngoài ra còn là công cụ tuyệt vời để nghiên cứu trị các căn bệnh như Alzheimer và Parkinson.